# 盛港车厂
 盛港车厂是新捷运在新加坡盛港一个车辆段 。 这是首批同时适用于新加坡地鐵 （MRT）和新加坡轻轨 （LRT）的设施。 它维护着东北线，盛港轻轨线和榜鹅轻轨线的列车，并容纳了这三条线的控制中心。 
盛港车厂由architects61设计，由现代工程建设公司根据C701号合同建造，合同总价为3.5亿新元。这是新加坡首座以工业发展为结构基础的建筑，以尽量减少新加坡土地稀缺的土地浪费。
该仓库位于东北线上的后港站和盛港站间，有3条接收轨道：2条轨道向北朝盛港站，1条南向向后港站。 贮库位于之间仁宗站和拉雅站上的盛港轻轨和榜鹅轻轨和具有2个接收轨道：1个轨道顺时针朝向同港站和1个轨道逆时针朝向拉雅站。

## 相關圖片

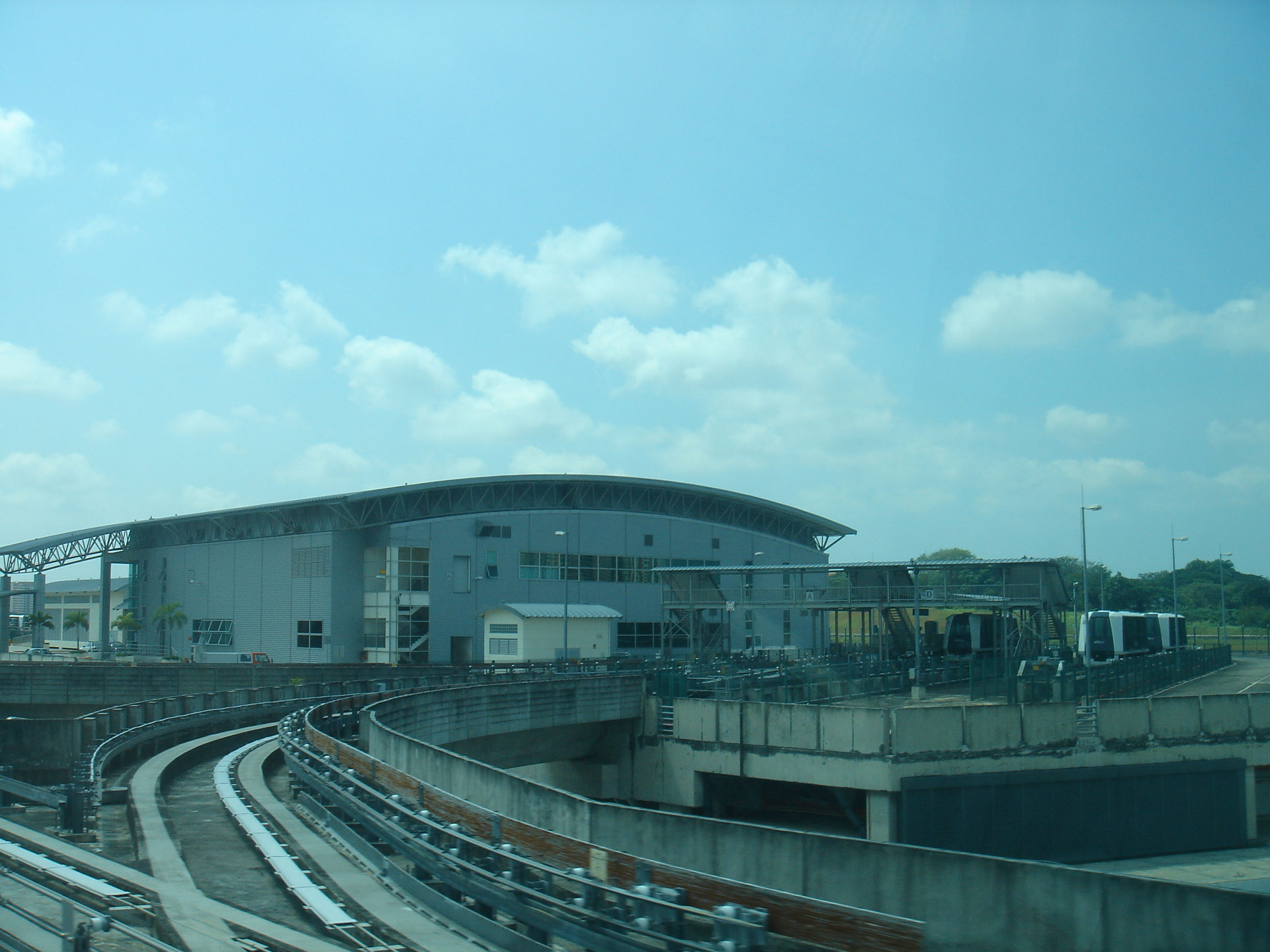
盛港站轻轨站段。轻轨车辆停放在大楼的顶层。
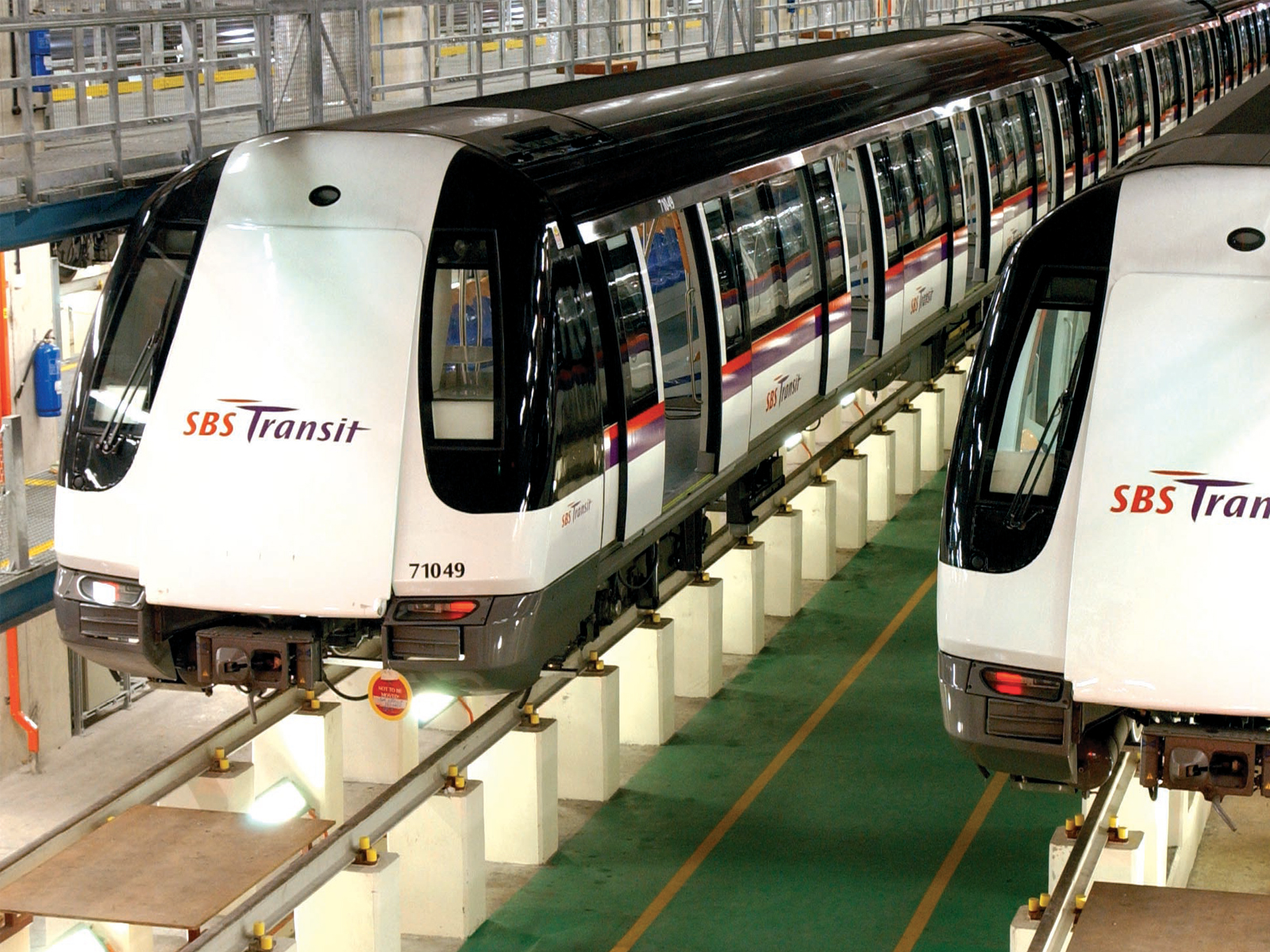
2008年，两列阿尔斯通751A列车駐車于在盛港车场。
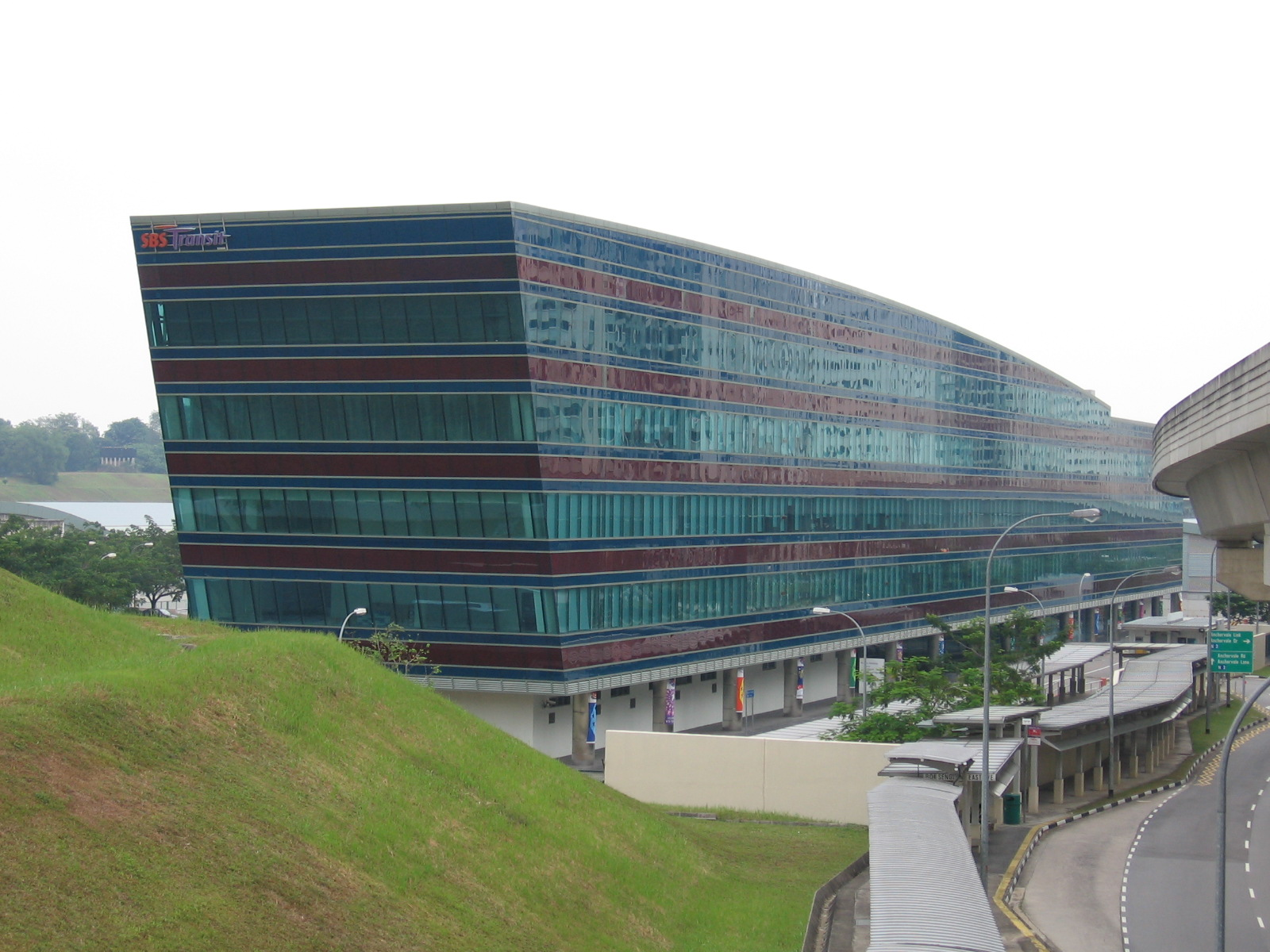
盛港车场行政大楼。